# Lay Low (singel Roksany Węgiel)
Lay Low – singel polskiej piosenkarki Roksany Węgiel z jej debiutanckiego albumu studyjnego, zatytułowanego Roksana Węgiel. Singel został wydany 12 kwietnia 2019.
Nagranie otrzymało w Polsce status platynowego singla, przekraczając liczbę 20 tysięcy sprzedanych kopii.

## Geneza utworu i historia wydania
Utwór napisali i skomponowali Haula Nakakembo, Sarah Manovski, Steven Manowski i Zoe Hedderwick.
Singel ukazał się w formacie digital download 12 kwietnia 2019 w Polsce za pośrednictwem wytwórni płytowej Universal Music Polska. Kompozycja została umieszczona na debiutanckim minialbumie Roksany Węgiel – Roksana Węgiel.

## Teledysk
Do utworu powstał teledysk, który udostępniono w dniu premiery singla za pośrednictwem serwisu YouTube.

## Lista utworów
- Digital download[6]

1. „Lay Low” – 2:46

## Certyfikaty
| Kraj          | Certyfikat      | Sprzedaż |
| ------------- | --------------- | -------- |
| Polska (ZPAV) | platynowa płyta | 20 000+  |